# Ádám Simon
Ádám Simon (Salgótarján, 30 marzo 1990) è un calciatore ungherese, centrocampista dello Szeged 2011.
Anche suo fratello gemello András è un calciatore, di ruolo attaccante.

## Caratteristiche tecniche
È un centrocampista di quantità che può giocare anche come mezzala, davanti alla difesa, come mediano o come terzino destro in una difesa composta da quattro giocatori.

## Carriera

### Club
Cresciuto nel Salgótarjáni, la squadra della sua città, nel 2004 viene prelevato dall'MTK Budapest. Successivamente, nel 2006, viene prelevato dall'Haladás prima in prestito e poi a titolo definitivo.
Ha giocato la sua prima partita nella maglia dell'Haladás nel campionato 2008-2009, debuttando nella partita persa per 3-2 contro lo Zalaegerszegi il 15 novembre 2008 e valida per la 15ª giornata di campionato. In quel campionato, che la sua squadra chiude al terzo posto, gioca anche una seconda ed ultima partita alla 18ª giornata, nella vittoria in trasferta per 2-0 contro il Nyíregyháza Spartacus.
Nella stagione successiva gioca da titolare a partire dalla 14ª giornata, collezionando 16 presenze in campionato (chiuso all'ottavo posto) ed una in Coppa d'Ungheria. Segna la sua prima rete con la maglia dell'Haladás il 7 novembre 2011 in Haladás-Nyíregyháza Spartacus (2-0): la sua è la rete che sblocca il risultato. La seconda ed ultima rete della stagione la realizza ancora contro il Nyíregyháza Spartacus, nel pareggio in trasferta per 3-3: anche questa volta il suo gol è quello che sblocca il risultato.
Nel 2010-2011 gioca titolare fin dall'inizio della stagione, ottenendo 26 presenze in campionato (chiuso ancora una volta all'ottavo posto) e 2 in Coppa d'Ungheria; realizza un solo gol in stagione, sbloccando la partita del 6 novembre 2010 contro l'MTK Budapest, valida per la 13ª giornata di campionato (2-0 il risultato finale).
Il 12 maggio 2011 la squadra ungherese ha ufficializzato il passaggio del giocatore alla compagine italiana del Palermo in cambio di 980.000 euro; il Presidente dei rosanero Maurizio Zamparini aveva dato l'annuncio ufficioso del suo acquisto il giorno prima; l'annuncio ufficiale da parte della società rosanero - con la quale ha firmato un contratto quinquennale da 140 000 euro a stagione - è arrivato invece l'8 giugno 2011, ed il suo cartellino è costato poco meno di un milione di euro. Il contratto è stato depositato presso la Lega il 10 giugno.
Il 24 gennaio 2012, dopo nessuna presenza in rosanero se non con la formazione Primavera (Palermo-Gubbio 2-0 della sesta giornata del campionato di categoria) passa al Bari con la formula del prestito con diritto di riscatto della metà del cartellino e contro-riscatto. Esordisce con la maglia dei galletti il 4 febbraio seguente, nella partita della 26ª giornata pareggiata in trasferta contro la Nocerina (1-1), entrando in campo all'80' al posto di Mariano Bogliacino e debuttando così nei campionati italiani. Chiude la stagione con un'altra presenza, nella 28ª giornata giocata l'8 febbraio e vinta in trasferta per 2-1 contro il Livorno.
Finito il prestito fa ritorno al Palermo. Il 30 agosto 2012 passa in prestito all'Haladás, tornando nella squadra in cui era cresciuto. In patria gioca 17 partite in campionato con un gol, una partita in coppa nazionale e tre incontri con la squadra riserve. A fine stagione il prestito viene rinnovato per un altro anno.
Rientrato al Palermo per fine prestito e non convocato per il ritiro estivo, il 15 luglio 2014 rescinde il contratto con la società rosanero e il giorno successivo si accorda con il Videoton firmando un contratto quadriennale.
Esordisce già alla prima giornata di campionato nella vittoria complessiva per 3-0 sul Lombard Pápa Termál Futball Club, nel corso della stagione diviene un titolare inamovibile della difesa e a fine stagione dopo 28 presenze si laurea campione d'Ungheria assieme al resto della squadra. La stagione successiva lo vede realizzare il primo gol con questa squadra mettendo a segna la prima delle due reti che serviranno alla vittoria della sua squadra per 2-1 sull'Haladás al termine del campionato le sue presenze saranno 20, la stagione 2016-17 inizia con la squadra di Székesfehérvár ma a causa del poco minutaggio solo 4 presenze tra campionato ed Europa League a febbraio 2017 va in prestito al Gyirmót squadra ultima in campionato dove trova il fratello András. Con il club di gialloblu esordisce il 20 febbraio nello 0-0 contro il Paks. Con la squadra di Győr gioca in totale 10 partite non riuscendo ad evitare la retrocessione in NBII all'ultimo posto, al termine del campionato rientra al Videoton. Non rientrando più nei piani del mister il 14 luglio 2017 torna a distanza di quattro anni all'Haladás esordendo nella prima giornata di campionato nella sconfitta subita per mano dell'Honvéd 2-0, ma a causa di alcune incomprensioni tecniche il 31 agosto dopo poco più di un mese rescinde il contratto accasandosi pochi giorni dopo con il Paks dove firma un contratto triennale facendo il suo esordio il 10 settembre sempre contro l'Honvéd. Segna il suo primo gol con la nuova squadra il 30 settembre contro il Puskás Akadémia essendo determinante per la conquista della vittoria per 2-1, si ripete il mese successivo segnando al Mezőkövesd.
Nel 2020 scende in seconda divisione prima tra le file del Győri ETO, poi del Szegedi Honvéd.

### Nazionale
Esordisce con la Nazionale ungherese nel 2006, giocando con la selezione Under-17; con questa formazione gioca 8 partite, quindi seguono 5 apparizioni con l'Under-19.
Tra il settembre e l'ottobre 2009 ha partecipato al Campionato mondiale di calcio Under-20 2009, svoltosi in Egitto: giocando tutte le sei partite in cui la sua squadra è stata coinvolta, con la Nazionale Under-20 ha così conquistato il terzo posto ottenendo la medaglia di bronzo.
Dal 2009 fa parte della Nazionale Under-21. Viene convocato per prendere parte al Torneo di Tolone 2011 in programma dal 1º al 10 giugno.

## Statistiche

### Presenze e reti nei club
Statistiche aggiornate al 3 aprile 2017.
| Stagione           | Squadra            | Campionato         | Campionato | Campionato | Coppe nazionali | Coppe nazionali | Coppe nazionali | Coppe continentali | Coppe continentali | Coppe continentali | Altre coppe | Altre coppe | Altre coppe | Totale | Totale |
| Stagione           | Squadra            | Comp               | Pres       | Reti       | Comp            | Pres            | Reti            | Comp               | Pres               | Reti               | Comp        | Pres        | Reti        | Pres   | Reti   |
| ------------------ | ------------------ | ------------------ | ---------- | ---------- | --------------- | --------------- | --------------- | ------------------ | ------------------ | ------------------ | ----------- | ----------- | ----------- | ------ | ------ |
| 2008-2009          | Haladás            | NBI                | 2          | 0          | MK+MLK          | 0+6             | 0+0             | -                  | -                  | -                  | -           | -           | -           | 8      | 0      |
| 2009-2010          | Haladás            | NBI                | 16         | 2          | MK+MLK          | 1+3             | 0+0             | UEL                | 0                  | 0                  | -           | -           | -           | 20     | 2      |
| 2010-2011          | Haladás            | NBI                | 26         | 1          | MK+MLK          | 2+2             | 0+0             | -                  | -                  | -                  | -           | -           | -           | 30     | 1      |
| 2011-gen. 2012     | Palermo            | A                  | 0          | 0          | CI              | 0               | 0               | UEL                | 0                  | 0                  | -           | -           | -           | 0      | 0      |
| gen.-giu. 2012     | Bari               | A                  | 2          | 0          | CI              | -               | -               | -                  | -                  | -                  | -           | -           | -           | 2      | 0      |
| ago. 2012-2013     | Haladás            | NBI                | 17         | 1          | MK+MLK          | 1+1             | 0               | -                  | -                  | -                  | -           | -           | -           | 19     | 1      |
| 2013-2014          | Haladás            | NBI                | 26         | 0          | MK+MLK          | 4+6             | 0               | -                  | -                  | -                  | -           | -           | -           | 36     | 0      |
| 2014-2015          | Videoton           | NBI                | 28         | 0          | MK+MLK          | 4+2             | 0+0             | -                  | -                  | -                  | -           | -           | -           | 32     | 0      |
| 2015-2016          | Videoton           | NBI                | 20         | 1          | MK              | 3               | 0               | UCL+UEL            | 2+2                | 0                  | MS          | 1           | 0           | 28     | 1      |
| 2016-feb. 2017     | Videoton           | NBI                | 1          | 0          | MK              | 0               | 0               | UEL                | 3                  | 0                  | -           | -           | -           | 4      | 0      |
| Totale Videoton    | Totale Videoton    | Totale Videoton    | 49         | 1          |                 | 9               | 0               |                    | 7                  | 0                  |             | 1           | 0           | 66     | 1      |
| feb.-mag. 2017     | Gyirmót            | NBI                | 10         | 0          | MK              | 1               | 1               |                    | -                  | -                  | -           | -           | -           | 11     | 1      |
| lug.-ago. 2017     | Haladás            | NBI                | 7          | 0          | MK              | -               | -               | -                  | -                  | -                  | -           | -           | -           | 7      | 0      |
| Totale Haladás     | Totale Haladás     | Totale Haladás     | 94         | 4          |                 | 26              | 0               |                    | 0                  | 0                  |             | -           | -           | 120    | 4      |
| ago. 2017-2018     | Paks               | NBI                | 30         | 2          | MK              | 2               | 0               | -                  | -                  | -                  | -           | -           | -           | 32     | 2      |
| 2018-2019          | Paks               | NBI                | 3          | 0          | MK              | 0               | 0               | -                  | -                  | -                  | -           | -           | -           | 3      | 0      |
| 2019-gen. 2020     | Paks               | NBI                | 9          | 0          | MK              | 0               | 0               | -                  | -                  | -                  | -           | -           | -           | 9      | 0      |
| Totale Paks        | Totale Paks        | Totale Paks        | 42         | 2          |                 | 2               | 0               |                    | -                  | -                  |             | -           | -           | 44     | 2      |
| gen.-giu. 2020     | Gyor               | NBII               | 4          | 0          | MK              | -               | -               | -                  | -                  | -                  | -           | -           | -           | 4      | 0      |
| 2020-2021          | Szeged 2011        | NBII               | 31         | 2          | MK              | 2               | 0               | -                  | -                  | -                  | -           | -           | -           | 33     | 2      |
| 2021-2022          | Szeged 2011        | NBII               | 20         | 2          | MK              | 1               | 0               | -                  | -                  | -                  | -           | -           | -           | 21     | 2      |
| Totale Szeged 2011 | Totale Szeged 2011 | Totale Szeged 2011 | 51         | 4          |                 | 3               | 0               |                    | -                  | -                  |             | -           | -           | 54     | 4      |
| Totale carriera    | Totale carriera    | Totale carriera    | 252        | 11         |                 | 42              | 1               |                    | 7                  | 0                  |             | 1           | 0           | 301    | 12     |

### Cronologia presenze e reti in Nazionale
| Cronologia completa delle presenze e delle reti in nazionale ― Ungheria | Cronologia completa delle presenze e delle reti in nazionale ― Ungheria | Cronologia completa delle presenze e delle reti in nazionale ― Ungheria | Cronologia completa delle presenze e delle reti in nazionale ― Ungheria | Cronologia completa delle presenze e delle reti in nazionale ― Ungheria | Cronologia completa delle presenze e delle reti in nazionale ― Ungheria | Cronologia completa delle presenze e delle reti in nazionale ― Ungheria | Cronologia completa delle presenze e delle reti in nazionale ― Ungheria |
| Data                                                                    | Città                                                                   | In casa                                                                 | Risultato                                                               | Ospiti                                                                  | Competizione                                                            | Reti                                                                    | Note                                                                    |
| ----------------------------------------------------------------------- | ----------------------------------------------------------------------- | ----------------------------------------------------------------------- | ----------------------------------------------------------------------- | ----------------------------------------------------------------------- | ----------------------------------------------------------------------- | ----------------------------------------------------------------------- | ----------------------------------------------------------------------- |
| 18-11-2014                                                              | Budapest                                                                | Ungheria                                                                | 1 – 2                                                                   | Russia                                                                  | Amichevole                                                              | -                                                                       | 46’                                                                     |
| 5-6-2015                                                                | Debrecen                                                                | Ungheria                                                                | 4 – 0                                                                   | Lituania                                                                | Amichevole                                                              | -                                                                       |                                                                         |
| 13-6-2015                                                               | Helsinki                                                                | Finlandia                                                               | 0 – 1                                                                   | Ungheria                                                                | Qual. Euro 2016                                                         | -                                                                       | 87’                                                                     |
| Totale                                                                  |                                                                         | Presenze                                                                | 3                                                                       |                                                                         | Reti                                                                    | 0                                                                       |                                                                         |

## Palmarès

### Club

#### Competizioni nazionali
- Campionato ungherese: 1

Videoton: 2014-2015

### Nazionale
- Bronzo al mondiale Under-20

Ungheria under 20: 2009